# 디오도토스 2세
디오도토스 2세(그리스어: Διόδοτος ο Β)은 그리스-박트리아 왕이었는데 그는 디오도토스 1세의 왕자였다. 그는 파르티아 왕 아르사케스 1세와 평화 조약을 체결하였는데 파르티아와 박트리아에 대한 셀레우코스 제국의 재정복을 막기 위해서였다.
디오도토스 1세가 죽은 직후 아르사케스는 그의 아들과 평화조약을 체결하였고 셀레우코스 2세 칼리니쿠스와 전투하였는데 그는 반란을 진압하러 온 것이었다. 그러나 반란군이 우월하였고 파르티아는 독립일로 자축하였다.
기원전 230년경 디오도토스는 찬탈자 에우튀데모스 1세에 의해 암살당했고 그는 에우튀데모스 왕조를 창건하였다.